# Johann Jeremias du Grain
Johann Jeremias du Grain († 14. Januar 1756 in Danzig) war ein deutscher Sänger, Organist und Komponist.

## Leben und Wirken
Du Grain war in Hamburg Schüler von Georg Philipp Telemann. Er wirkte 1730 als Sänger bei Kantatenaufführungen von Telemann mit. Von 1732 bis 1739 musizierte er als Sänger und Orgelspieler unter der Leitung des Kantors Daniel Dibbe an der Marienkirche in Elbing. Er genoss in Elbing auch Wertschätzung als Komponist. 1740 wechselte er als Musiker nach Danzig. Im selben Jahr veranstaltete er ein Privatkonzert mit den Ratsmusikern. Ab 1747 war er Organist der Elisabethkirche. Für das neue reformierte Gesangbuch von 1745 verfasste er ein Choralbuch für die Orgel. Christoph Nichelmann berichtete Georg Philipp Telemann in einem Brief vom 2. Februar 1756, dass du Grain am 14. Januar zuvor während eines Konzerts an einem Schlaganfall gestorben sei. Im Totenbuch der Elisabethkirche findet sich der Eintrag: „Begraben 1756. 19. 1. Johann Jeremias Dügren, gewesener Organist“.

## Werke
- „Willkommen, Erlöser der Erden“. Weihnachtskantate
- „Alter Adam, du musst sterben“.
- „Herr, nun lässest du deinen Diener in Frieden gehen“.
- „Mitten wir im Leben sind“. Trauermusik.[3]
- Matthäuspassion
- Cembalokonzerte in c-Moll, e-Moll, und f-Moll